# Gran Premi d'Alemanya del 1973
Resultats del Gran Premi d'Alemanya de Fórmula 1 de la temporada 1973, disputat al circuit de Nürburgring el 5 d'agost del 1973.

## Resultats
| Pos | No | Pilot                | Equip               | Voltes | Temps/ Retirada | Pos. de sortida | Punts |
| --- | -- | -------------------- | ------------------- | ------ | --------------- | --------------- | ----- |
| 1   | 5  | Jackie Stewart       | Tyrrell - Ford      | 14     | 1h 42' 03. 0    | 1               | 9     |
| 2   | 6  | François Cevert      | Tyrrell - Ford      | 14     | + 1.6 s         | 3               | 6     |
| 3   | 30 | Jacky Ickx           | McLaren - Ford      | 14     | + 41.2 s        | 7               | 4     |
| 4   | 24 | Carlos Pace          | Surtees - Ford      | 14     | + 53.8 s        | 11              | 3     |
| 5   | 11 | Wilson Fittipaldi    | Brabham - Ford      | 14     | + 1' 19.9 min.  | 13              | 2     |
| 6   | 1  | Emerson Fittipaldi   | Lotus - Ford        | 14     | + 1' 24.3 min.  | 14              | 1     |
| 7   | 31 | Jochen Mass          | Surtees - Ford      | 14     | + 1' 25.2 min.  | 15              |       |
| 8   | 17 | Jackie Oliver        | Shadow - Ford       | 14     | + 1' 25.7 min.  | 17              |       |
| 9   | 8  | Peter Revson         | McLaren - Ford      | 14     | + 2' 11.8 min.  | 7               |       |
| 10  | 26 | Henri Pescarolo      | Iso Marlboro - Ford | 14     | + 2' 22.5 min.  | 12              |       |
| 11  | 9  | Rolf Stommelen       | Brabham - Ford      | 14     | + 3' 27.3 min.  | 16              |       |
| 12  | 7  | Denny Hulme          | McLaren - Ford      | 14     | + 3' 38.7 min.  | 8               |       |
| 13  | 12 | Graham Hill          | Shadow - Ford       | 14     | + 3' 49.0 min.  | 20              |       |
| 14  | 23 | Mike Hailwood        | Surtees - Ford      | 13     | + 1 Volta       | 18              |       |
| 15  | 18 | David Purley         | March - Ford        | 13     | + 1 Volta       | 22              |       |
| 16  | 15 | Mike Beuttler        | March - Ford        | 13     | + 1 Volta       | 19              |       |
| Ret | 10 | Carlos Reutemann     | Brabham - Ford      | 7      | Motor           | 6               |       |
| Ret | 19 | Clay Regazzoni       | BRM                 | 7      | Motor           | 10              |       |
| Ret | 16 | George Follmer       | Shadow - Ford       | 5      | Accident        | 21              |       |
| Ret | 20 | Jean Pierre Beltoise | BRM                 | 4      | Caixa canvi     | 9               |       |
| Ret | 21 | Niki Lauda           | BRM                 | 1      | Accident        | 5               |       |
| Ret | 2  | Ronnie Peterson      | Lotus - Ford        | 0      | Encesa          | 2               |       |

## Altres
- Pole: Jackie Stewart 7' 07. 8

- Volta ràpida: José Carlos Pace 7' 11. 4 (a la volta 13)